# کنگوستو
کُنگوستو (به اسپانیایی: Congosto)روستایی در اسپانیا است که در شهرستان ال بیرثو استان لئون، اسپانیا واقع شده‌است. کنگوستو ۳۶٫۸۱ کیلومتر مربع مساحت دارد ۶۸۹ متر بالاتر از سطح دریا واقع شده‌است.
این روستا در نزدیکی پونفرادا، مرکز شهرستان قرار دارد. روستای کنگوستو در حدود ۳۵۰ نفر جمعیت دارد.
اقتصاد آن به‌طور سنتی مبتنی بر کشاورزی، شراب و معدن زغال سنگ بود. امروزه، اکثر ساکنان در زمینه‌هایی مانند ساخت توربین بادی یا استخراج ذغال سنگ کار می‌کنند.
کنگوستو همچنین یک سد مخزنی بزرگ در مجاورت خود دارد به نام بارسنا که بسیاری از گردشگران در طول تابستان از آن بازدید می‌کنند.